# Pepín García García
Pepin Garcia Garcia conhecido como Pepín o da lexía, (Ribadeo, 21 de novembro de 1911 — A Corunha, 25 de janeiro de 1996) foi um político galego que lutou para o Exército Republicano durante a Guerra Civil Espanhola .

## Biografia
Os irmãos de La Leja eram nativos de Ribadeo, Pepín era o mais velho de seis irmãos, eles tinham uma pequena empresa familiar dedicada à produção de licores. Devido às idéias socialistas do seu pai, eles foram exilados a uma distância de 150 quilómetros, então eles estabeleceram-se em A Corunha. Afiliado ao Grupo Socialista da Corunha desde maio de 1929, Pepín foi um dos organizadores da Juventude Socialista. Por sua participação na greve geral revolucionária de 1934, ele foi preso e permaneceu na prisão até fevereiro de 1935. Em 1936 foi nomeado secretário-geral da Juventude Socialista Unificada de La Coruña. Com a revolta militar de 18 de julho de 1936 e o início da Guerra Civil Espanhola, trêdos dos seus irmãos foram executados. Pepín conseguiu fugir da galiza chegando em Bayonne por mar em 26 de setembro e foi para a zona republicana Ele alistou-seou no 4 º Batalhão da Galiza da 2 ª Divisão e lutou nas frentes de Madrid, perdendo uma perna na batalha de Brunete. Ele foi transferido para o hospital em Tarragona, após o qual foi designado para San Pedro de Ribas como capitão do governador. No final da guerra e com a derrota dos republicanos, ele fugiu para o Chile a bordo do Winnipeg. Finalmente, ele foi para o exílio em Buenos Aires de dezembro de 1939 a 1977, quando retornou à Corunha, onde morreu em 25 de janeiro de 1996.

## Reconhecimentos e homenagens

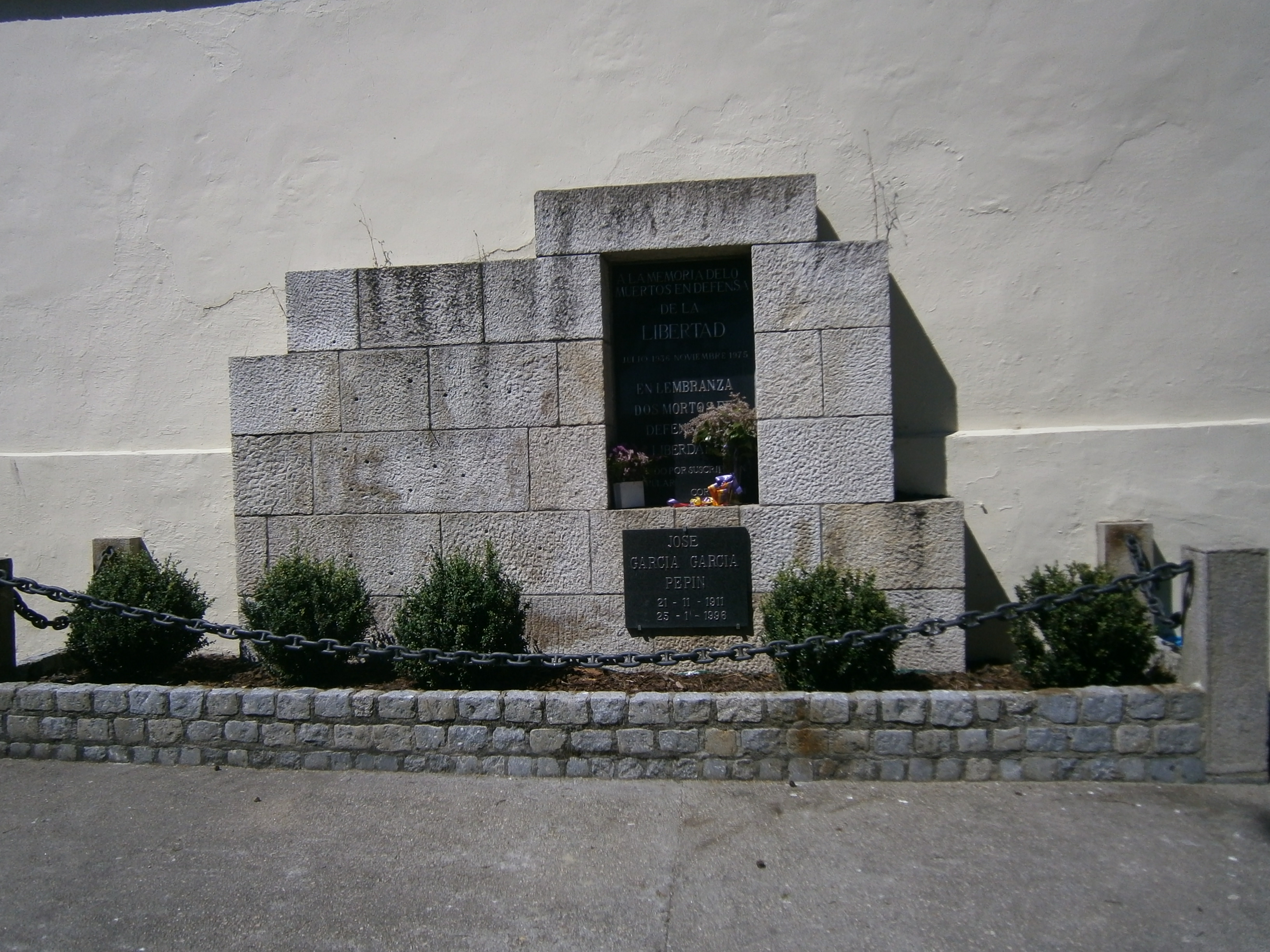
Cemitério de Santo Amaro - Mortos pola liberdade - Onde restos de Pepín o da lexía

No verão de 2018, a Associação Cultural Xermolos de Guitiriz, prestou homenagem com uma série de eventos, incluindo a inauguração de uma escultura memorial na freguesia de Santa Marina, o escultor Xosé Val Diaz.
Em La Coruña há uma rua em honra dos irmãos Lejía
O músico e compositor argentino Gustavo Fuentes compôs uma música dedicada a Pepín.